# Oreste Rocca
 (février 2011).
Si vous disposez d'ouvrages ou d'articles de référence ou si vous connaissez des sites web de qualité traitant du thème abordé ici, merci de compléter l'article en donnant les références utiles à sa vérifiabilité et en les liant à la section « Notes et références ».
Oreste Rocca est un pilote motonautique français né en 1926, décédé en 1989.

## Biographie
Fils de Domenico Rocca créateur dans les années 1930 d’un chantier de construction de bateaux de plaisance, Oreste Rocca s'engage dans la compétition motonautique au début des années 1950 et crée l’écurie Rocca en compagnie d’un autre pilote, Serge François.
Ils remportent de nombreux titres, qui contribuent largement à la renommée du chantier. Il arrête la compétition en 1968 pour prendre la direction du chantier familial.

## Palmarès
- 1953 : record du monde de vitesse, classe X Champion de France, classe C
- 1955 : record du monde de l’heure, classe C1U Champion de France, classe X
- 1956 : record du monde de vitesse, classe C Grand Prix International de Monaco
- 1957 : champion d’Europe 600 CM3 Champion de France, classe CIU
- 1957, 1959, 1960 : Grand Prix International de Monaco, classe C1U
- 1958, 1959, 1960 : Grand Prix International de Monaco, classe CIU
- 1960 : champion du monde, classe DU